# Hjortronharun
Hjortronharun är en ö i Finland. Den ligger i Finska viken och i kommunen Raseborg i den ekonomiska regionen  Raseborg i landskapet Nyland, i den södra delen av landet. Ön ligger omkring 77 kilometer väster om Helsingfors.
Öns area är 4,9 hektar och dess största längd är 350 meter i nord-sydlig riktning. Ön höjer sig omkring 15 meter över havsytan.